# Goniorrhostis stictonoma
Goniorrhostis stictonoma är en fjärilsart som beskrevs av Edward Meyrick 1930. Goniorrhostis stictonoma ingår i släktet Goniorrhostis och familjen praktmalar, Oecophoridae. Inga underarter finns listade i Catalogue of Life.